# Percina williamsi
Percina williamsi és una espècie de peix pertanyent a la família dels pèrcids.

## Descripció
- La femella pot arribar a fer 9,05 cm de llargària màxima.
- 11-16 espines i 12-13 radis tous a l'aleta dorsal i 2 espines a l'anal.
- 44-45 vèrtebres.
- Es diferencia de Percina macrocephala per tindre escates més grosses.[4][5]

## Reproducció
Té lloc sobre fons de grava a la darreria de l'hivern.

## Hàbitat
És un peix d'aigua dolça, bentopelàgic i de clima subtropical, el qual viu sobre fons rocallosos, sorrencs o fangosos de rierols i rius petits d'aigües netes.

## Distribució geogràfica
Es troba a Nord-amèrica: conca superior del riu Tennessee a Tennessee, Virgínia i Carolina del Nord (els Estats Units).

## Observacions
És inofensiu per als humans.